# Domaniç
Domaniç ist eine Stadt und Hauptort des gleichnamigen Landkreises der türkischen Provinz Kütahya. Die Stadt liegt etwa 55 Kilometer nordwestlich der Provinzhauptstadt Kütahya. Der Ort wurde 1926 durch einen Großbrand zerstört und 1960 zur Gemeinde (Belediye) erhoben (s. Stadtlogo).

## Geographie
Der Landkreis liegt im Norden der Provinz. Er grenzt im Süden an den Kreis Tavşanlı, im Westen an den Kreis Keles und im Norden an den Kreis İnegöl (beide von der Provinz Bursa) sowie im Osten an den Kreis Bozüyük (Provinz Bilecik). Durch die Kreisstadt und den Landkreis verläuft die Fernstraße D595, die von Simav nach Norden vorbei am İznik Gölü bis zum Golf von İzmit im Marmarameer führt. In der Nordhälfte des Landkreises liegen die bis zu 1906 Metern hohen Domaniç-Yırce Dağları.

## Geschichte
Während des Osmanischen Reiches war Domaniç viele Jahre ein Nahiye im Kreis Söğüt der Provinz Bilecik sowie im Kreis İnegöl der Provinz Bursa. Der am 15. Juli 1921 von den Griechen besetzte Kreis wurde am 5. September 1922 befreit. Nach der Ausrufung der Republik wurde er 1932 dem Kreis Tavşanlı der Provinz Kütahya angeschlossen und durch das Gesetz Nr. 7033 am 1. April 1960 zum sechsten Kreis der Provinz Kütahya. Bis zur Eigenständigkeit war Domaniç ein Nahiye dort mit 33 Ortschaften (VZ 1955: 13.389 Einw.). Die erste Zählung nach der Selbständigkeit des Kreises erbrachte im November 1960 eine Einwohnerschaft von 14.324, davon 1638 in der Kreisstadt.

## Verwaltung
Ende 2020 existierte neben der Kreisstadt mit Çukurca (2034 Einw.) eine weitere Belediye. Des Weiteren gab es noch 30 Dörfer (Köy) mit durchschnittlich 245 Bewohnern. Die Skala der Einwohnerzahlen reicht von 867 (Muratlı) bis 22 (Seydikuzu). Zehn Dörfer haben mehr als 245 Einwohner.